# 法尔格 (洛特省)
法尔格（法語：Fargues，法語發音：[faʁɡ]）是法国洛特省的一个旧市镇，属于卡奥尔区。2019年1月1日，法尔格与邻近的3个市镇合并为新市镇波特迪凯尔西。

## 地理
法尔格（44°23'56"N, 1°10'54"E）面积14.79 平方千米，位于法国奧克西塔尼大區洛特省，该省份为法国西南部内陆省份，北起顺时针与科雷兹省、康塔爾省、阿韦龙省、塔恩-加龙省、洛特-加龍省和多尔多涅省接壤。
与法尔格接壤的市镇（或旧市镇、城区）包括：凯尔西地区巴加、贝莱、贝尔蒙泰、勒布尔韦、卡尔纳克-鲁菲亚克、白色凯尔西地区蒙屈克、蒙屈克。
法尔格的时区为UTC+01:00、UTC+02:00（夏令时）。

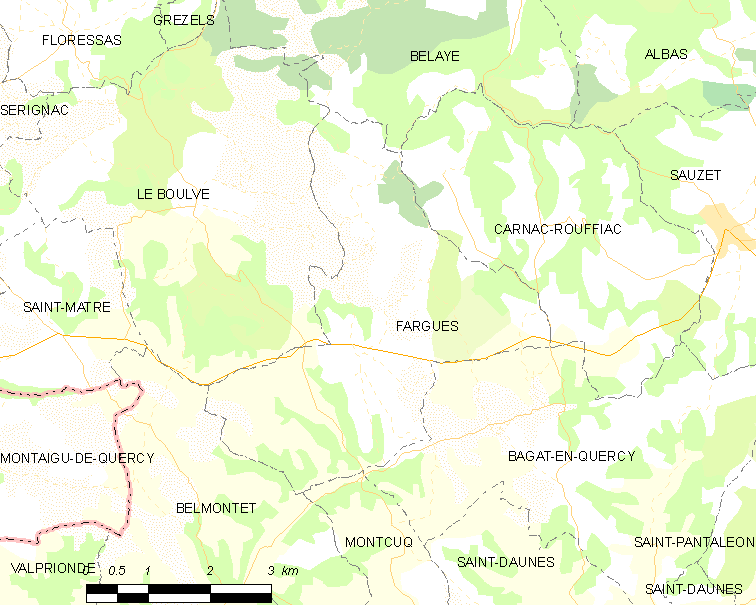
法尔格的OSM定位图

## 行政
法尔格的邮政编码为46800，INSEE市镇编码为46099。

## 政治
法尔格所属的省级选区为吕泽什县。

## 人口

1962-2008年间法尔格人口变化图示

法尔格于2018年1月1日时的人口数量为153人。